# Eisenbahnunfall im Clay Cross Tunnel

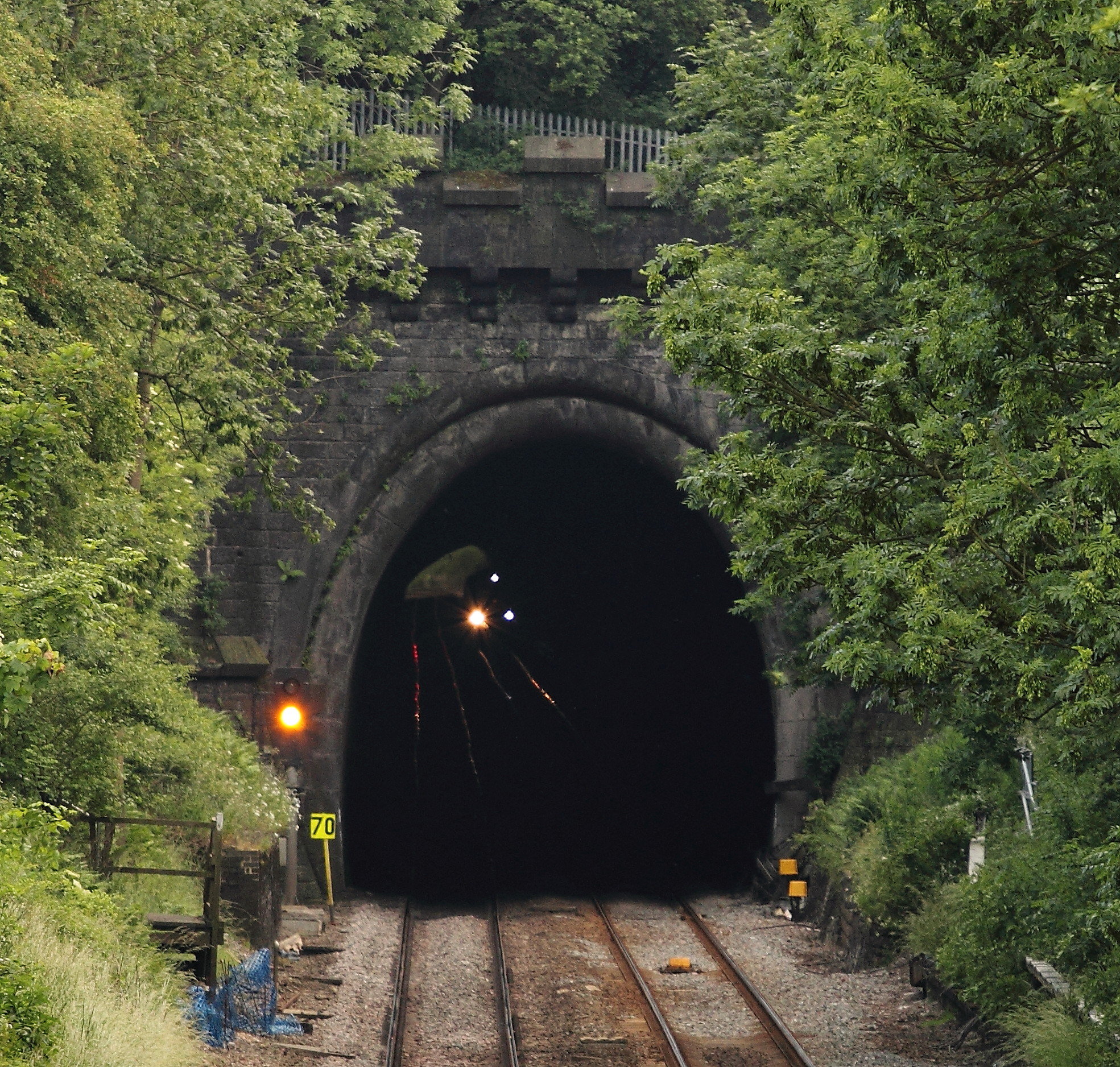
Clay Cross Tunnel 2010

Bei dem Eisenbahnunfall im Clay Cross Tunnel starb am 29. März 1844 der Lokomotivführer eines Zuges in Folge eines Auffahrunfalls. Der Unfall war typisch für den damaligen Eisenbahnbetrieb, der mit einer Sicherung durch Zeitabstand arbeitete.

## Ausgangslage
Im Clay Cross Tunnel unterfuhr die North Midland Railway die gleichnamige Ortschaft Clay Cross in Derbyshire. Heute liegt der Eisenbahntunnel im Zuge der Midland Main Line. Der Tunnel ist 1.631 Meter lang, wurde durch George Stephenson errichtet und 1839 fertiggestellt.
Auf der Strecke wurde damals im Zeitabstand gefahren. Das bedeutete, dass nach Abfahrt eines Zuges auf die Strecke diesem nach einer festgelegten Zeit der nächste folgen durfte. Blieb ein Zug liegen, so musste dem folgenden Zug jemand entgegen geschickt werden, um ihm zu signalisieren, dass die Strecke noch besetzt war.

## Unfallhergang
Am 29. März 1844 war ein Zug wegen eines mechanischen Defekts im Clay Cross Tunnel liegen geblieben. Der Lokomotivführer schickte deshalb einen Eisenbahner dem folgenden Zug entgegen, um ihn zu warnen. Selbst begab er sich unter die Lokomotive, um das technische Problem zu beheben. Der Eisenbahner lief mit einer roten Laterne dem folgenden Zug entgegen. Allerdings war der Tunnel durch den Rauch der Dampflokomotive des ersten Zugs derart verqualmt, dass der Lokomotivführer des folgenden Zugs das Warnlicht nicht oder zu spät sah. Jedenfalls konnte er nicht mehr rechtzeitig bremsen und es kam zu einem Auffahrunfall. Dabei wurde der vordere Zug auch ein Stück nach vorne geschoben, wobei der unter seiner Lokomotive arbeitende Lokomotivführer tödlich verletzt wurde.